# Balșa
Balșa [ˈbalʃa] (deutsch Baleschen oder Balza, ungarisch Balsa) ist eine Gemeinde im Kreis Hunedoara in der Region Siebenbürgen in Rumänien.

## Geographische Lage

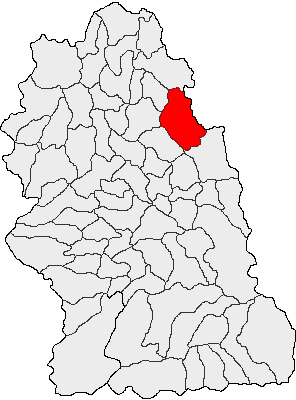
Lage der Gemeinde Balșa im Kreis Hunedoara

Die Gemeinde Balșa liegt im Osten des Siebenbürgischen Erzgebirges (Munții Metaliferi) westlich vom Siebenbürgischen Becken (Podișul Transilvaniei). Im Nordosten des Kreises Hunedoara, am Geoagiu – einem rechten Zufluss des Mureș (Mieresch) – und der Kreisstraße (drum județean) DJ 705 gelegen, befindet sich der Ort in einem Kalksteingebiet ca. 19 Kilometer nordwestlich von der Kleinstadt Geoagiu; die Kreishauptstadt Deva (Diemrich) liegt ca. 60 Kilometer (22 km, Luftlinie) südwestlich von Balșa entfernt.

## Geschichte
Der Ort Balșa wurde erstmals 1407 urkundlich erwähnt. Die Geschichte der Besiedlung der Region reicht jedoch nach Angaben von G. Téglás, I. Marțian und M. Roska bis in die Prähistorie zurück. Entsprechende Gegenstände wurden oberhalb der Kirche am Berg Muncel entdeckt. Des Weiteren wurden zwischen Balșa und dem eingemeindeten Dorf Mada in der Piatra Sincoiușului-Höhle archäologische Funde aus der Bronzezeit gemacht.
Das eingemeindete Dorf Roșia, wurde erst 2005 ans Stromnetz angeschlossen.
Wegen der bergigen Landschaft leben die Bewohner vorwiegend von der Viehzucht (meist Schafe) und vom Obstbau. Etwa 3 % der Gemeindefläche ist Ackerland, 9 % Weideland und 63 % Wald.

## Bevölkerung
Bei der Volkszählung 1850 lebten auf dem Gebiet der heutigen Gemeinde 4033 Menschen. 3910 davon waren Rumänen und 123 Roma. Die höchste Einwohnerzahl (6200) – gleichzeitig die der Rumänen (6080) – wurde 1910 erreicht. Die höchste Anzahl der Ungarn (179) und der Deutschen (29, 15 davon im eingemeindeten Dorf Techereu (Deckendorf)) wurde 1900 und die der Roma (128) 1930 ermittelt. Darüber hinaus bezeichneten sich 1977 32, 1992 ein und 2002 fünf Einwohner als Ukrainer, 1977 einer als Serbe und 1900 einer als Slowake. 2002 wurden in der Gemeinde Balșa nur noch 1217 Menschen registriert, davon 1.199 Rumänen, zwei Ungarn, elf Roma und fünf Ukrainer.

## Sehenswürdigkeiten
- Die orthodoxe Kirche in Balșa, 1860 errichtet.[6]
- Die Holzkirche Sf. Arhangheli, 1787 errichtet (steht unter Denkmalschutz[7]), sowie die neue Kirche (1948 errichtet) des eingemeindeten Dorfes Vălișoara.[6]
- Die Holzkirche Sf. Arhangheli des eingemeindeten Dorfes Almașu Mic de Munte, im 18. Jahrhundert errichtet steht unter Denkmalschutz.[7]
- Die orthodoxen Kirchen in den eingemeindeten Dörfern Ardeu (1882 errichtet), Bunești (1872 errichtet), Galbina (1844 errichtet), Mada (1920 errichtet), Poiana (1792 errichtet), Techereu (1720 errichtet) und Voia (1882 errichtet).[6]

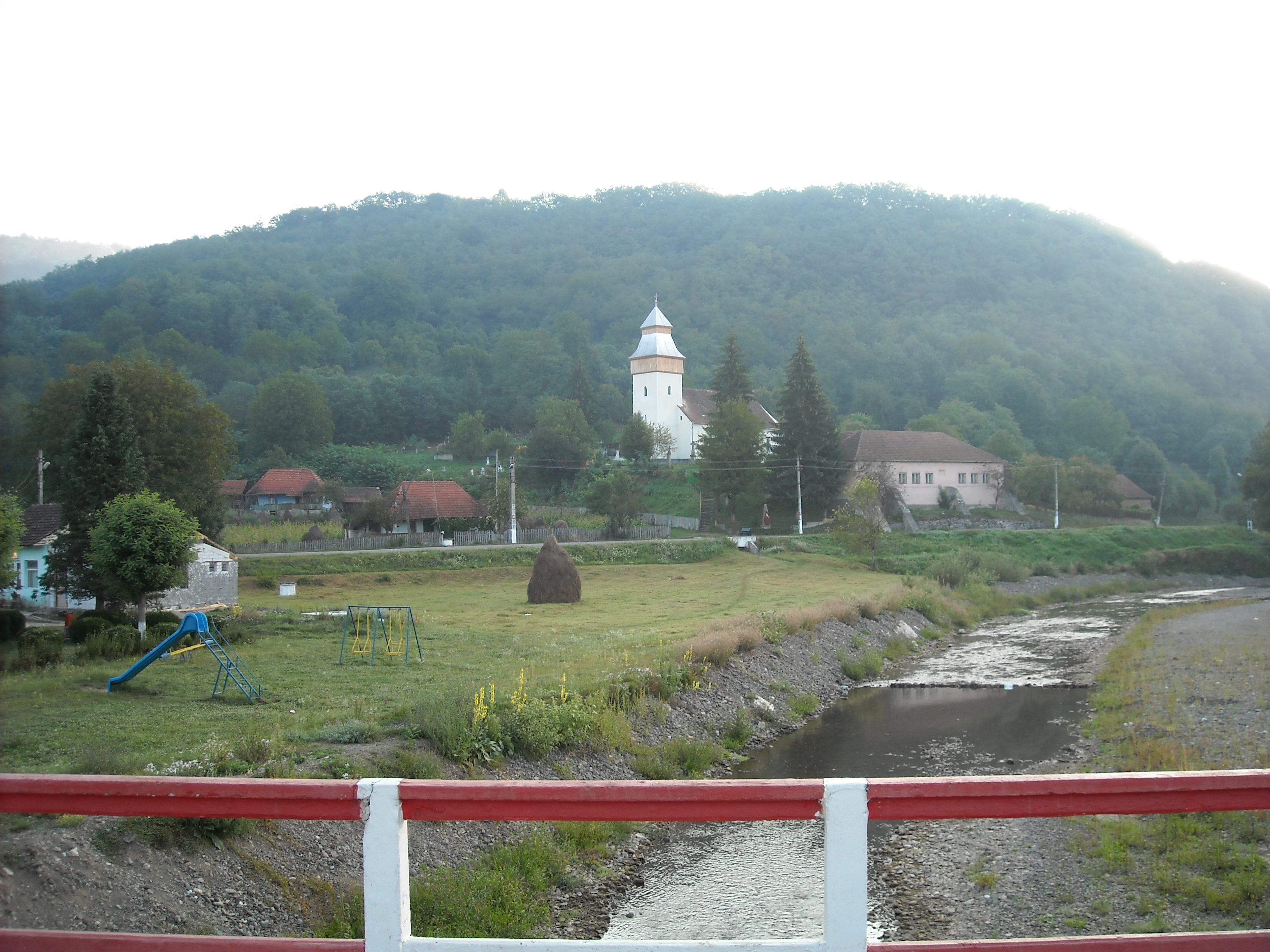
Blick auf den Geoagiu und Balșa
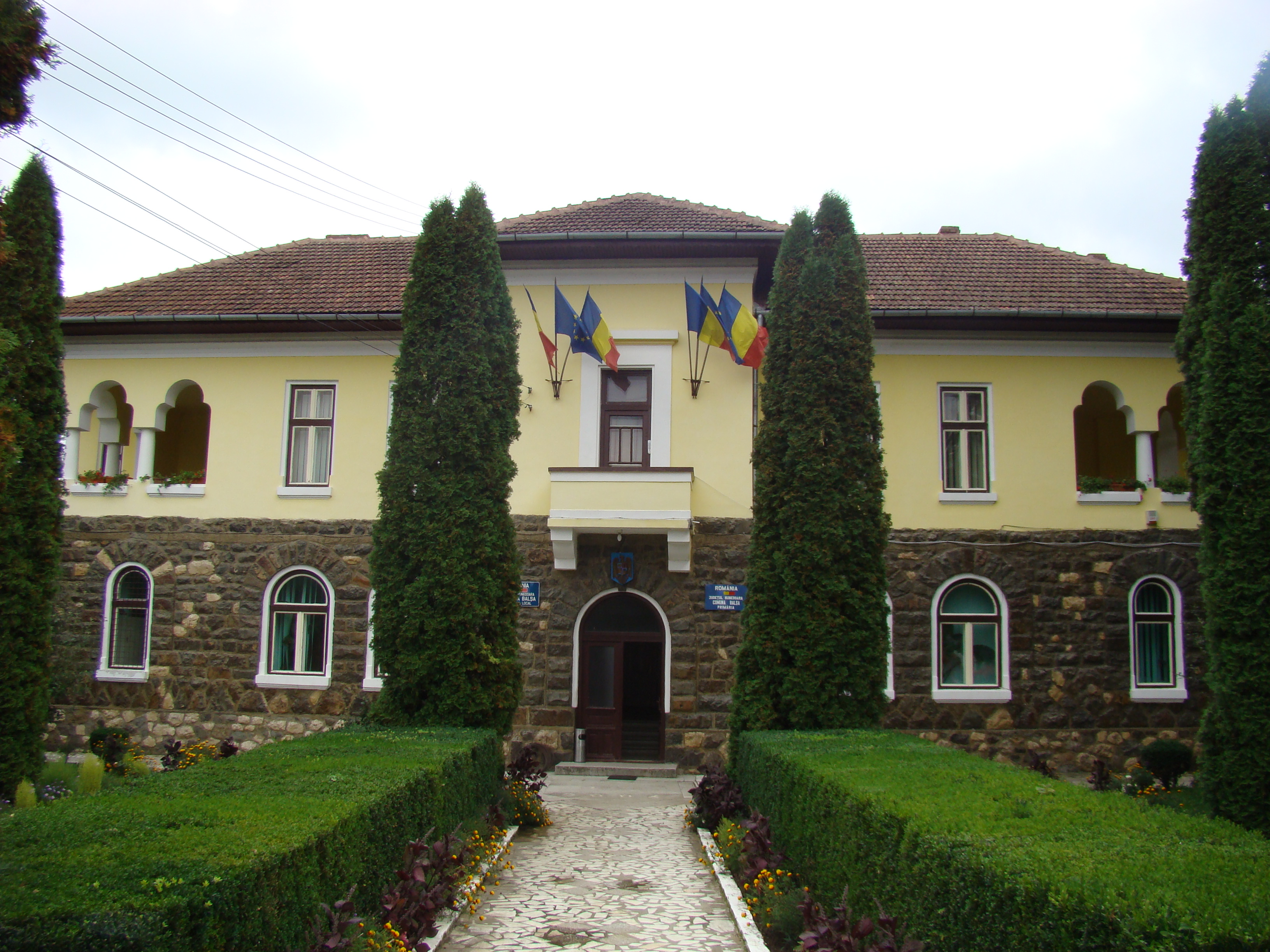
Rathaus
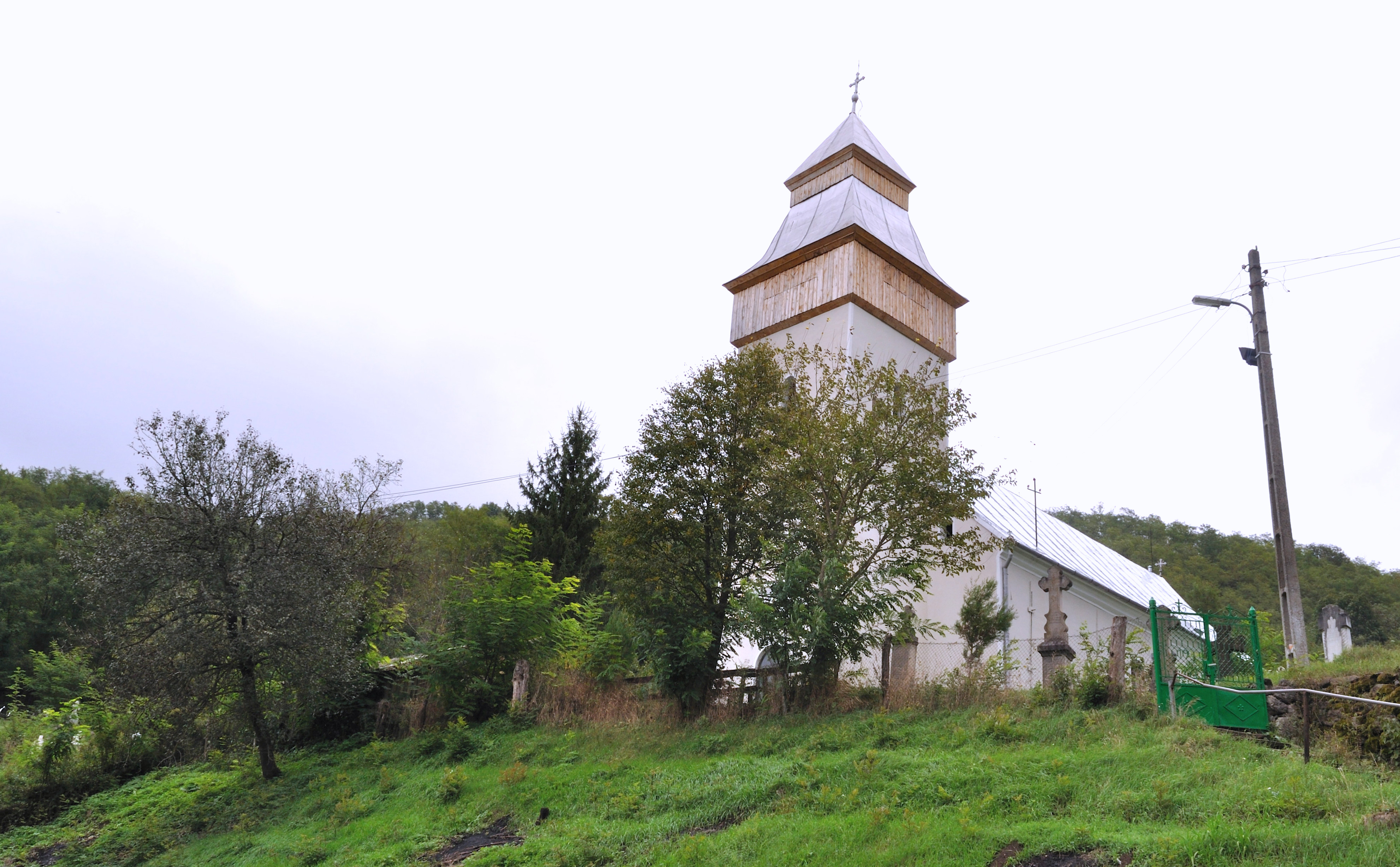
Kirche in Balșa
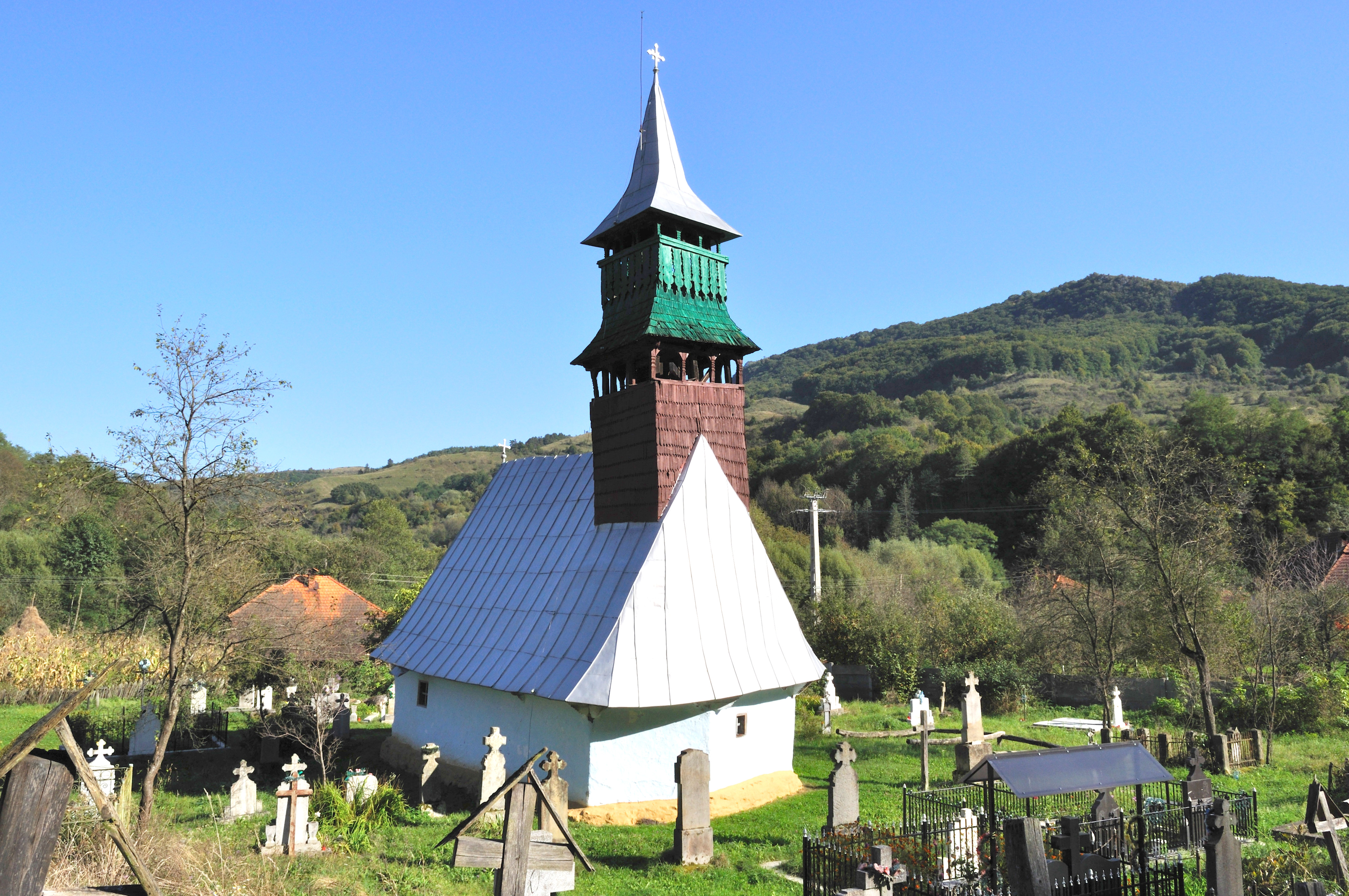
Kirche in Almașu Mic de Munte
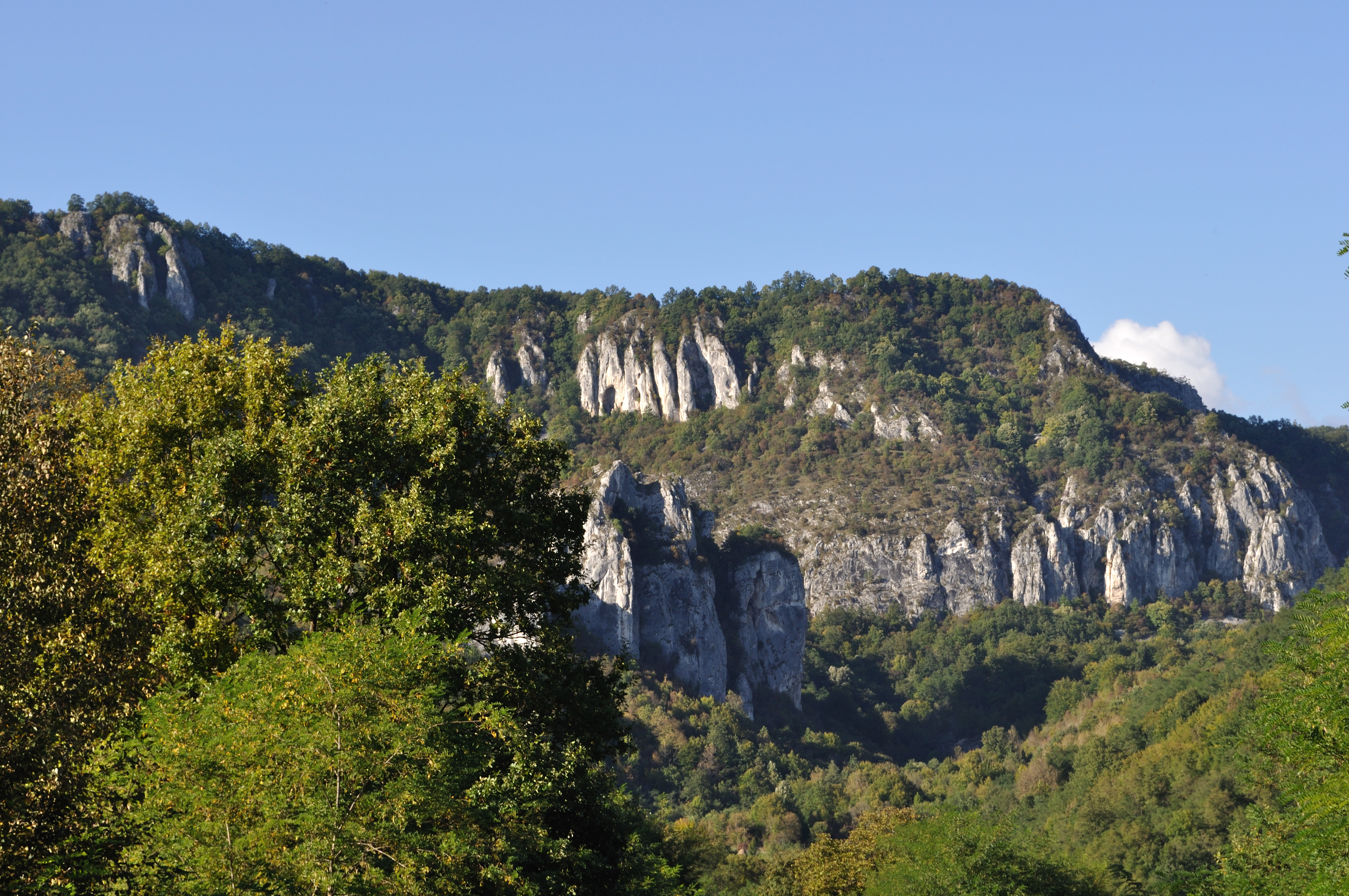
Die Ruptura-Klamm bei Ardeu
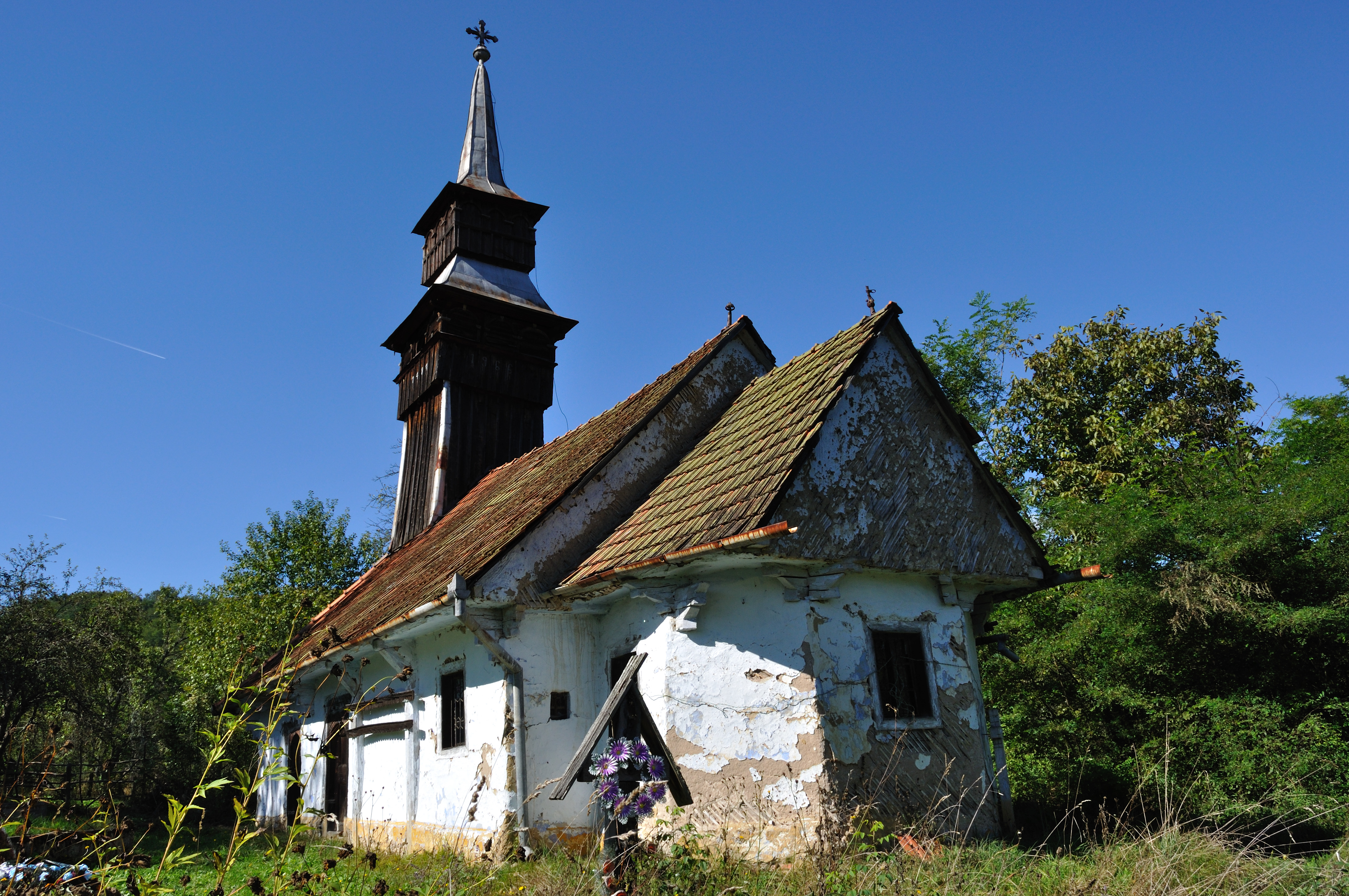
Kirche in Vălișoara